# 不平均沉降
不平均沉降，是一種通常出現於堆填土地的現象。沉降主要成因為泥受壓增加，例如加建建築物，泥中水分流出，泥體積減少，引致下陷，主要發生在汙泥、粉粒、粘粒的泥層。另一原因為泥層中包含腐植質，當腐植質被分解，令泥體積減少，引致下陷。因土層結構和土面施力情況不同，不同部份的沉降皆不相同，引致不平均沉降。

## 影響
不平均沉降若出現在路面上，可能會引致路面下陷，若在飛機跑道出現的話，更可能會釀成飛行事故。而建築物的地基若產生不平均沉降的現象，小則令建築物傾斜，大則影響建築物的結構。

## 解決方法
為解決不平均沉降，一般都會在建築工地上打樁，把樁基打至地底的岩石表面為止，使堆填地的沉降不致於影響建築物的安全。
而對於路面或飛機跑道，則會在表面舖上至少一英尺厚的鋼筋混凝土，使沉降發生時，路面足以承托交通所帶來的壓力。
另一方法是先挖走引致沉降的泥層，通常為汙泥、粉粒、粘粒及腐植質，常為舊海床或舊樹林，回填一般填土和壓實。
或把去水帶由地面打進引致沉降的泥層，再在工地上堆上重物如泥、石塊、石矢，增加泥土壓力，逼出水份，加速沉降。沉降達到一定程度後再建造。
或使用塊狀地基或隔橂地基，把建築物浮在地基上，減少不平均沉降的影響。

## 填海與不平均沉降
現時的填海工程都會先把海底的汙泥挖起，然後再進行堆填。這是因為海底下的汙泥其實是一種物理結構很不穩定的沙水混合物，一旦施以壓力，會把水從汙泥中逼出。因此，若不先把海底下的汙泥挖走，當混合物的水份流失，就會使地表下陷。但挖汙泥會破壞水中生態，亦有可能翻起海床中的重金屬。故挖汙泥的工程有法例規管，必有環境評估及監控，所挖的海泥亦有指是存放區。現填海工程多以去水帶加上預壓泥層為主。
現時香港將軍澳填海區的不平均沉降現象，都是因為填海前的工作做得不夠好而引致。慶幸的是，這些沉降現象只有路面受影響，但行人路的下沉，亦對居民的出入造成不便。

## 外部連結
- 中國大百科智慧藏：樁基設計[永久]
- 香港民主黨：要求政府承擔將軍澳不平均沉降之責任 （页面存档备份，存于）